# Seznam kaštelů na Slovensku

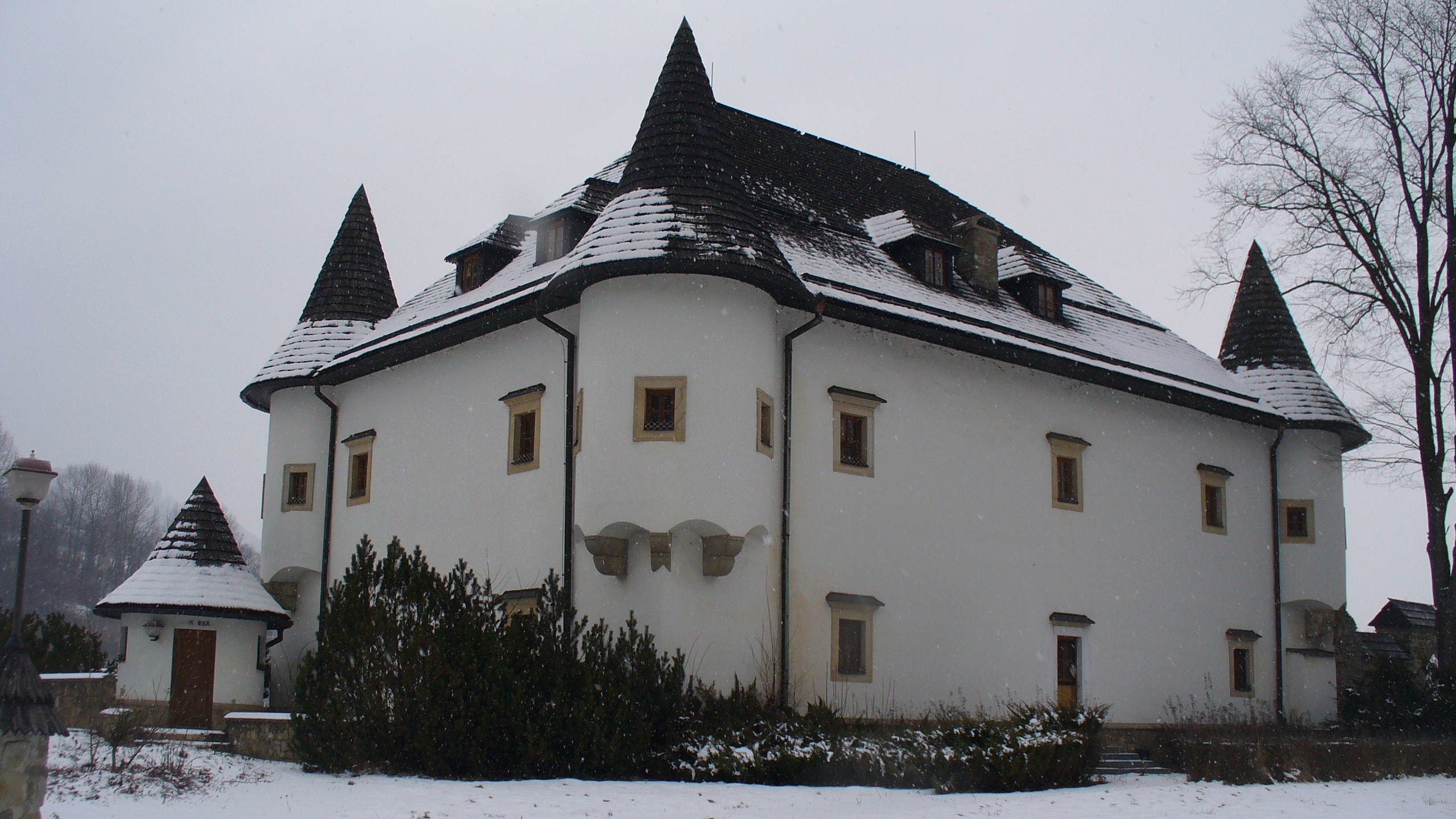
Kaštel Horná Lehota (okr. Dolný Kubín)

Seznam kaštelů na Slovensku obsahuje některé z kaštelů, venkovských sídel nižší šlechty, rozdělené podle krajů. Celkově se na Slovensku nachází 437 kaštelů chráněných jako kulturní památky a mnoho dalších, které jako kulturní památky nejsou registrovány.

## Banskobystrický kraj

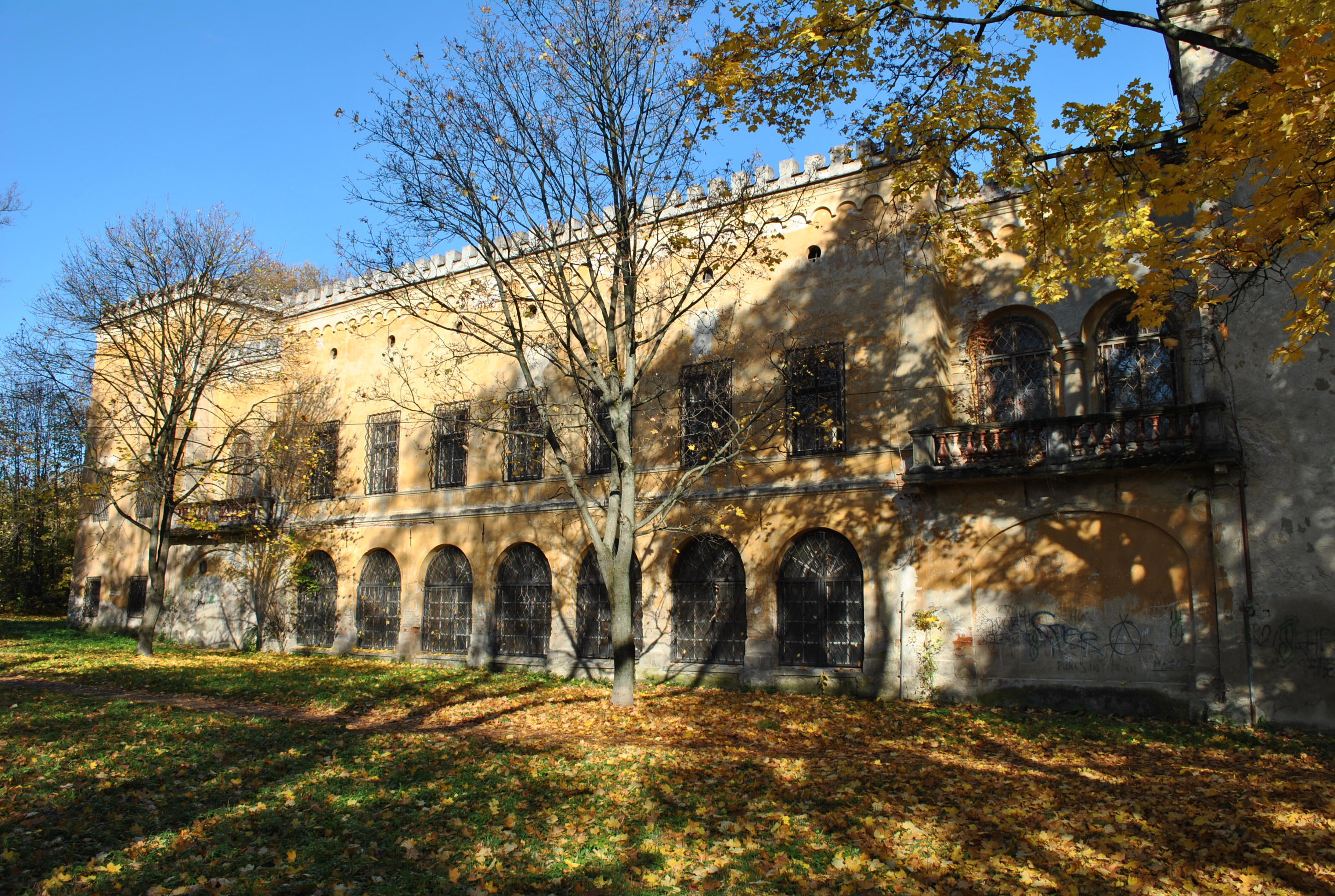
Kaštel Radvanských v Banské Bystrici

- Abovce (Abaffyovský kaštel)
- Abovce (kaštel Keviszkých)
- Bakta
- Bátka
- Divín
- Dolná Mičiná
- Dolná Strehová
- Fiľakovo
- Hájniky
- Halič
- Hronsek (kaštel)
- Hronsek (nový kaštel)
- Jelšava
- Kostolné Moravce
- Licince (dolní kaštel)
- Licince (horní kaštel)
- Malé Zlievce
- Opatová
- Ožďany
- Podtureň
- Radvaň (Bárczyovský kaštel)
- Radvaň (kaštel Radvanských)
- Radvaň (Tihanyovský kaštel)
- Ružomberok (kaštel svaté Žofie)
- Sliač
- Svätý Anton
- Veľké Dravce
- Veľký Blh
- Veľký Krtíš
- Žarnovica
- Žiar nad Hronom

## Bratislavský kraj
- Báhoň
- Bernolákovo
- Budmerice
- Čunovo
- Devín
- Devínská Nová Ves
- Ivanka pri Dunaji
- Lieskovec
- Malacky (kaštel)
- Malacky (Pálffyovský kaštel)
- Malinovo
- Marianka
- Modra
- Ormosdyho kaštel
- Podunajské Biskupice

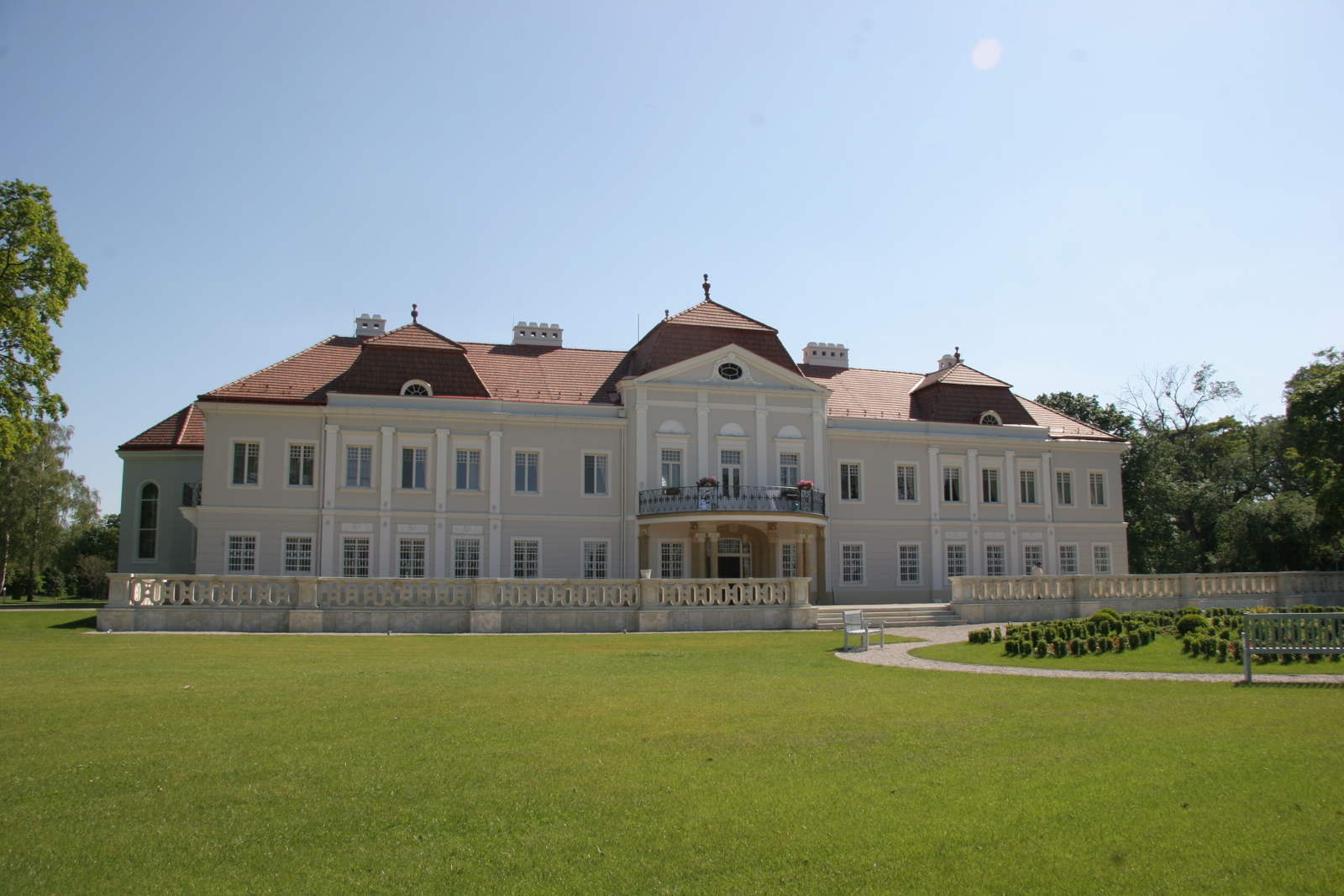
Kaštel v Tomášově

- Plavecké Podhradie (Pálffyovský kaštel)
- Prievoz
- Rača (kaštel)
- Rača (renesanční kaštel)
- Rovinka
- Rusovce
- Ružinov
- Senec
- Stupava
- Svätý Jur
- Tomášov
- Veľké Leváre
- Veľký Biel
- Vinosady
- Vrakuňa
- Vývrat

## Košický kraj

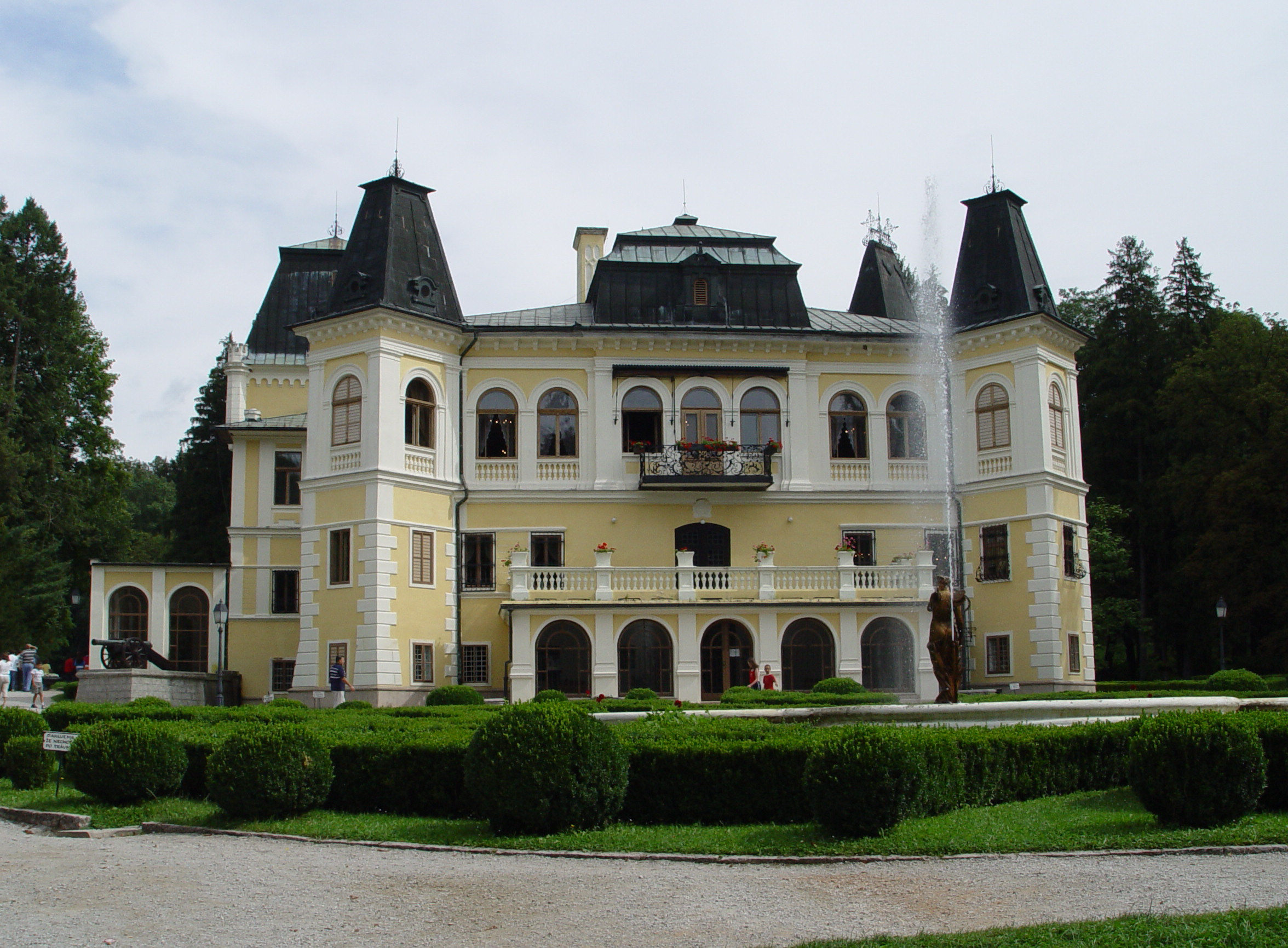
Kaštel Betliar

- Bajany
- Barca (barokní kaštel)
- Barca (secesní kaštel)
- Betlanovce
- Betliar
- Borša
- Brzotín
- Budimír
- Budkovce
- Geča
- Gemerská Panica
- Hodkovce
- Kecerovce
- Krásna
- Markušovce
- Michalovce
- Staré
- Streda nad Bodrogom
- Šemša
- Trebišov
- Turňa nad Bodvou
- Veľká Ida
- Vinné

## Nitranský kraj

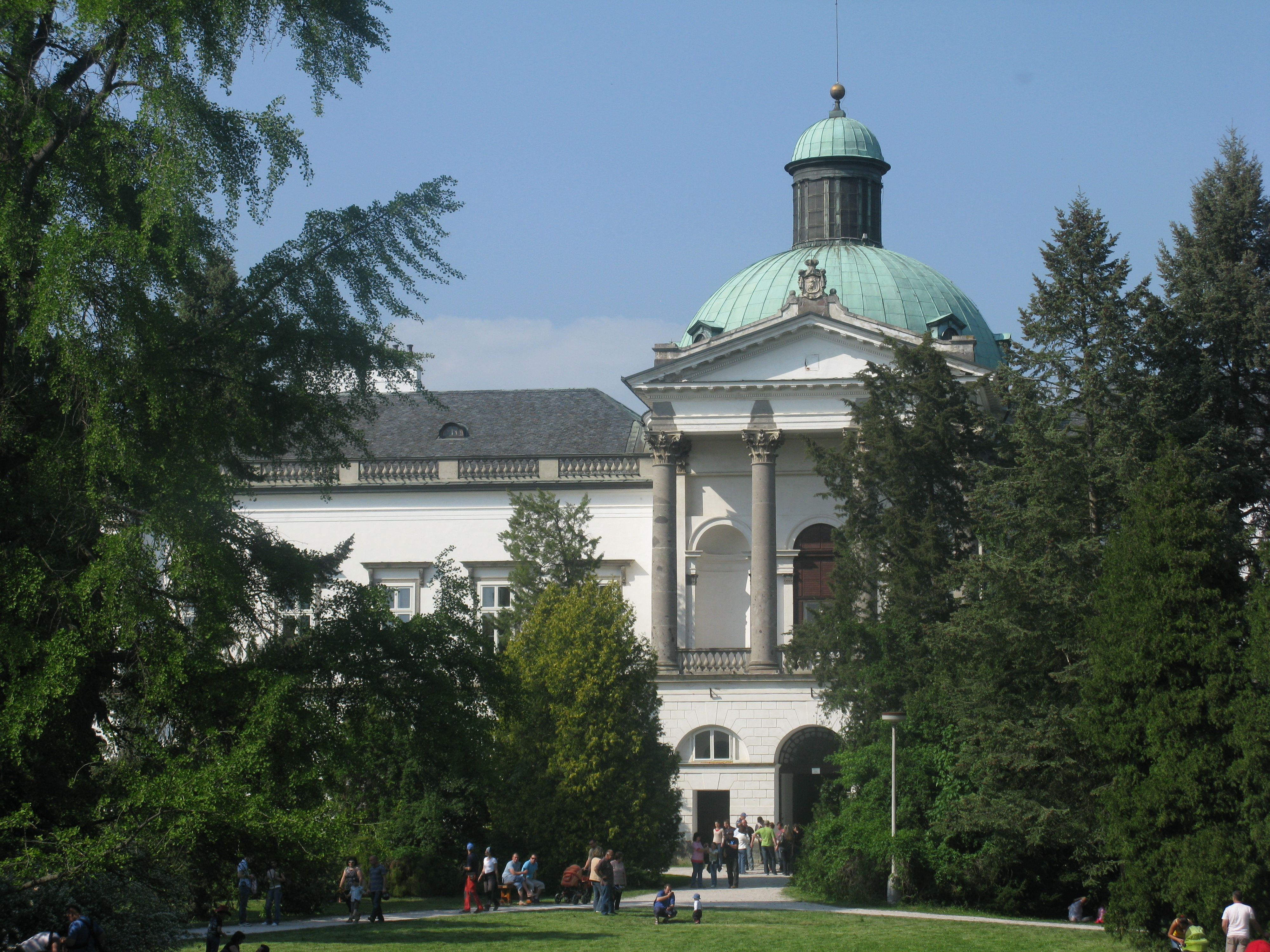
Kaštel v Topoľčiankách

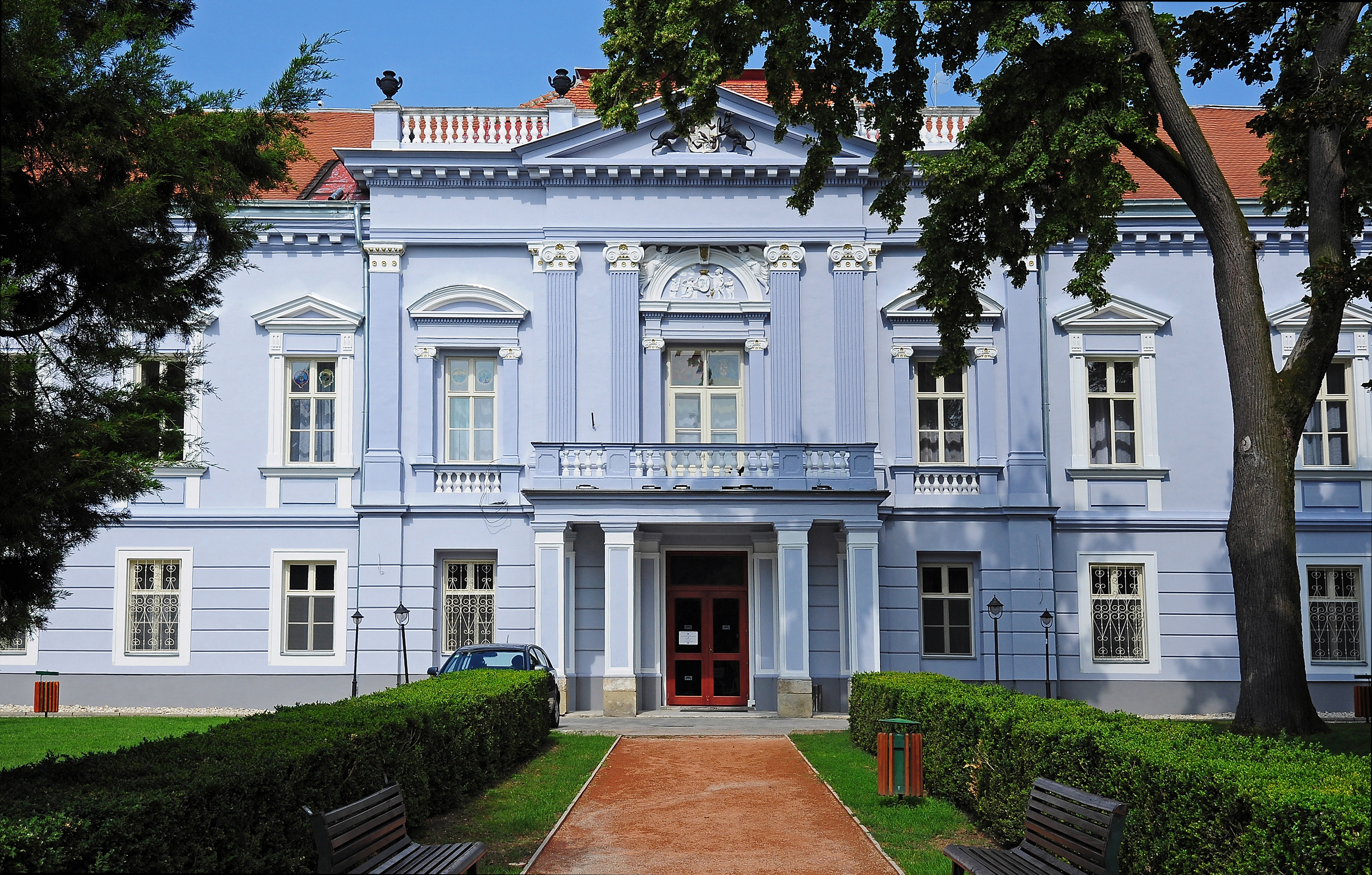
Kaštel (Mojmírovce)

- Alekšince (Dezasseho kaštel)[2]
- Alekšince (Jánossyho kaštel)
- Arma
- Báb
- Bajč
- Bardoňovo
- Beladice (kaštel)
- Beladice (Szentiványovský kaštel)
- Beladice (kaštel Jesenských)
- Cabaj
- Dolné Lefantovce
- Dolný Pial
- Hajná Nová Ves
- Hokovce
- Horní Lefantovce (starý zámek)
- Horné Lefantovce (velký kaštel)
- Horné Obdokovce
- Horné Semerovce
- Hul
- Hurbanovo
- Jelenec
- Kalinčiakovo
- Komjatice
- Mojmírovce
- Mlyňany
- Neverice
- Nitrianska Blatnica
- Nové Sady
- Oponice (Apponyovský kaštel)
- Plášťovce
- Pustý Chotár
- Rišňovce
- Skýcov
- Šaľa
- Topoľčianky
- Topoľčianky (lovecký kaštel)
- Tovarníky
- Veľká Maňa
- Zlaté Moravce
- Želiezovce

## Prešovský kraj
- Bajerov
- Batizovce
- Bijacovce
- Brezovica
- Červenica pri Sabinove
- Demjata (Amosův kaštel)
- Demjata (nový kaštel)
- Darholcovský kaštel
- Fintice
- Fričovce

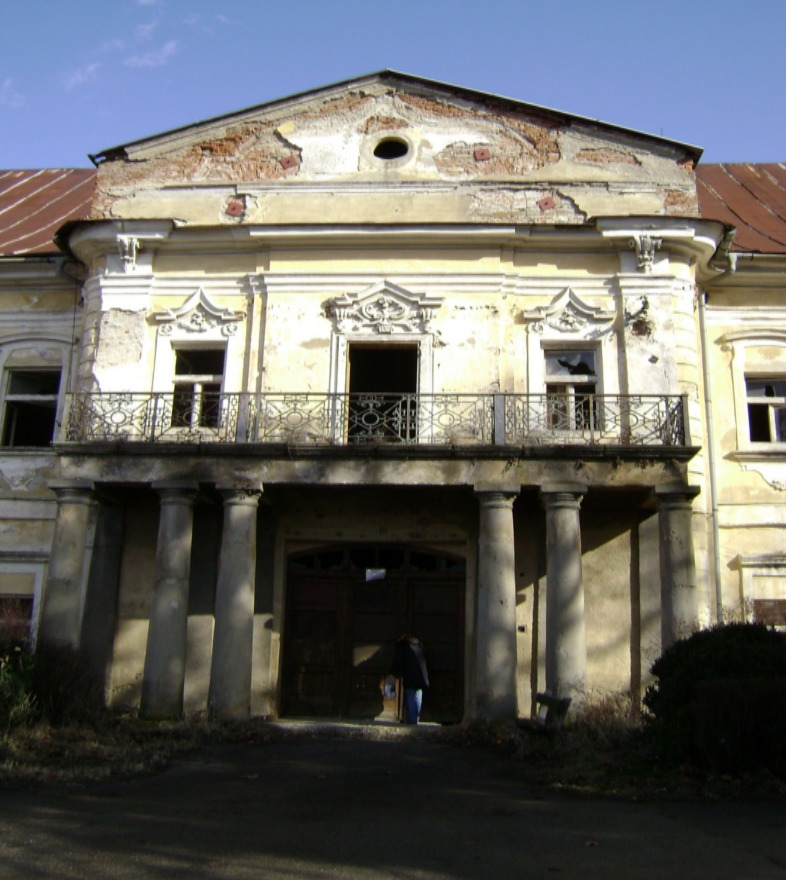
Kaštel ve Snině

- Hanušovce nad Topľou (Malý kaštel)
- Hanušovce nad Topľou (Velký kaštel)
- Holumnica
- Humenné
- Krížová Ves
- Lučivná
- Nižná Šebastová
- Nižný Hrabovec
- Pečovská Nová Ves
- Snina
- Spišské Hanušovce
- Spišský Hrhov
- Spišský Štiavnik
- Strážky
- Svinia
- Šarišské Dravce
- Vlková
- Žipov
- Župčany

## Trenčínský kraj
- Adamovce
- Antonstal
- Baštín
- Bohunice
- Borčice
- Bošany (nový kaštel)
- Bošany (starý kaštel)
- Brodzany
- Brunovce
- Čachtice (Draškovičův kaštel)
- Čachtice (Nádašdyovský kaštel)
- Čachtice (Országhovský kaštel)
- Čereňany
- Diviacka Nová Ves (kaštel)
- Diviacka Nová Ves (nový kaštel)
- Diviacka Nová Ves (starý kaštel)

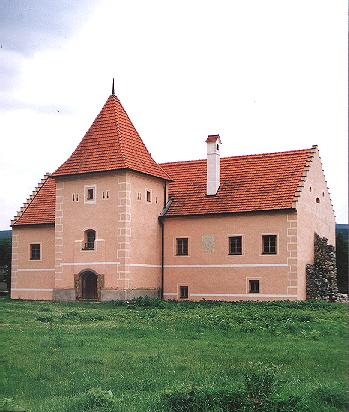
Kaštel Šimonovany v Partizánskem

- Dubnica nad Váhom (barokní kaštel)
- Dubnica nad Váhom (renesanční kaštel)
- Horné Motešice
- Horovce
- Chalmová
- Jasenica
- Klátova Nová Ves
- Klobušice
- Kľúčové
- Ladce
- Lednické Rovne
- Lúka
- Nemšová
- Orlové (Balassovský kaštel)
- Partizánske
- Považské Podhradie (barokní kaštel)
- Považské Podhradie (Burg)
- Príles
- Pruské
- Rožňové Mitice
- Šišov
- Uhrovec
- Veľké Uherce
- Záblatie
- Zemianske Kostoľany
- Zemianske Lieskové
- Zemianske Podhradie

## Trnavský kraj

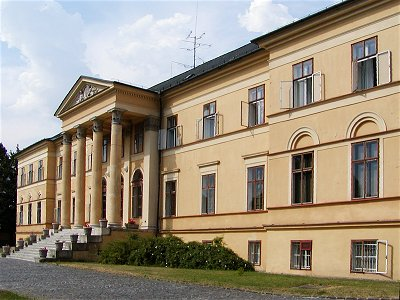
Kaštel v Dolné Krupé

- Abrahám
- Báč
- Banka
- Biely Kostol
- Brestovany
- Bučany (kaštel)
- Bučany (starý kaštel)
- Cífer
- Čakany
- Dolná Krupá
- Dunajská Streda (Bílý kaštel)
- Dunajská Streda (Žlutý kaštel)
- Gabčíkovo
- Galanta
- Hlohovec
- Holíč
- Hubice (velký kaštel)
- Chtelnica
- Jablonica
- Koplotovce
- Lieskové
- Malé Brestovany
- Moravany nad Váhom
- Rohov
- Senica
- Sereď
- Sládkovičovo
- Sobotište (Malý kaštel)
- Sobotište (Velký kaštel)
- Tomášikovo
- Trstín
- Trstín (kaštel Alfonz)
- Voderady

## Žilinský kraj

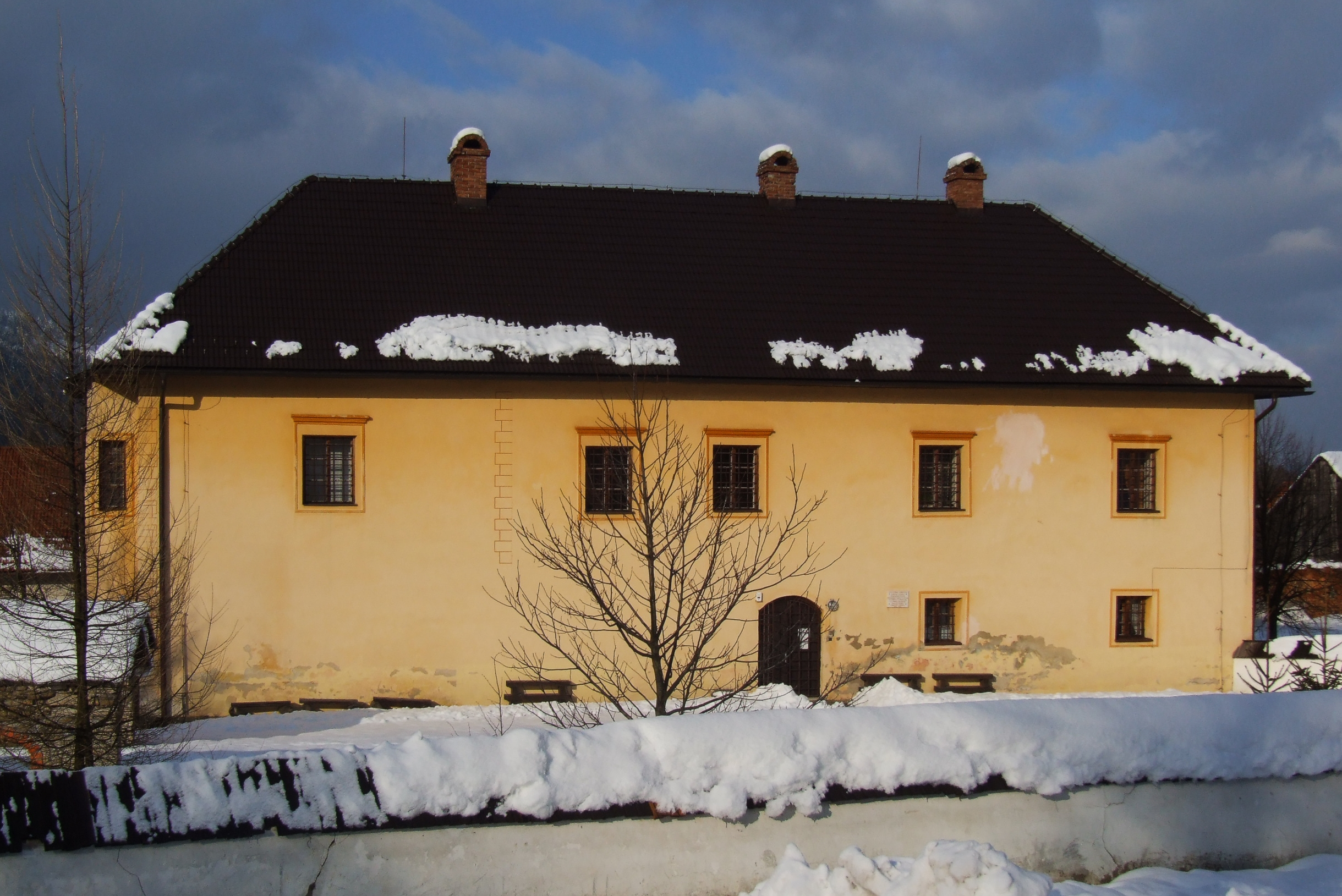
Kaštel Radoľa

- Bánová
- Bešeňová
- Blatnica
- Diviaky (Platthyovský kaštel)
- Diviaky (starý kaštel)
- Divinka
- Hlboká
- Horná Lehota
- Gbeľany
- Jasenová
- Liptovská Štiavnica
- Liptovský Hrádok
- Liptovský Ján
- Martin
- Mikšová
- Mokraď
- Mošovce
- Necpaly (Franklinovský kaštel)
- Necpaly (Justhovský kaštel)
- Necpaly (Modrý kaštel)
- Okoličné
- Parížovce[3]
- Radoľa
- Ružomberok
- Slovenské Pravno
- Súľov-Hradná
- Súľov-Hradná (Teodózův kaštel)
- Teplička nad Váhom
- Trebostovo
- Turčianska Štiavnička
- Valča
- Vyšný Kubín